# Въоръжени сили на Финландия
Въоръжените сили на Финландия (на фински: Puolustusvoimat, на шведски: Försvarsmakten) отговарят за отбраната на Финландия.

## Военна история
Финландия не е страна, отличаваща се със славна и богата военна история. Причината за това е, че земите през продължителен период от време са с ниска икономическа полза, слабо населени, с труден терен и климат. Финските и самските племена – народи с угро-фински (определян и като урало-алтайски) произход заселват териториите на днешна Финландия през второто хилядолетие преди Христа. Те остават на родово-племенен стадий в своето развитие и не установяват своя собствена централизирана държава.

### От Древността до руското управление
В края на първото хилядолетие след Христа скандинавските племена установяват централизирани монархии, от които произлизат Дания, Швеция и Норвегия. Датските нормани предприемат грабителски походи и експанзия в Западна Европа. Норвежките се насочват основно към изследване и колонизация на Северния Атлантик (Исландия, Гренландия и Северна Америка, наречена Винланд). Шведските нормани се насочват на изток. Така установяват политическата си власт над финските племена, чиито земи стават неделима част от Кралство Швеция. През първите четири века на второто столетие след Христа финландските земи не се отличават с особена важност и доколкото финландци участват във военни действия, това е в състава на шведската войска в други региони. Когато Велики Новгород засилва властта си в региона, предприема походи за завладяване на земи в Карелия, но те са с ограничени мащаби, а след попадането на руските земи под монголско иго окончателно престават. През XVI и XVII век Швеция е водещият фактор в Северна Европа и преживява период на политическа, военна и търговска експанзия, установявайки своя империя в земите около Балтийско море. Финските поданици на шведските крале са неделима част от тези процеси.
Когато руснаците отхвърлят властта на Златната орда и централизират политическата власт в царската династия на Романови, те на свой ред предприемат експанзия на запад, която ги сблъсква с шведската зона на интереси. В шведско-руския сблъсък значително по-големите демографски и икономически ресурси на руснаците накланят везните в тяхна полза и целият XVIII век се характеризира с постепенно изтласкване с военна сила на Швеция от своите отвъдморски балтийски владения. В края на века европейският континент изпада в хаоса на Френските революционни и наполеонови войни. След като френската армия разбива през 1806 – 1807 г. Четвъртата антинаполеонова коалиция, императорът включва с руския цар Тилзитския мирен договор. Така Руската империя се оказва френски съюзник и използва възможността да нахлуе в шведската област Финландия, докато основните сили на шведската армия и флот са ангажирани да противодействат на основния военно-политически противник Дания-Норвегия.
Ясна илюстрация на обърканата обстановка около руско-шведската война от 1808 – 1809 г. е това, че към този момент Русия е съюзник на Франция (която към историческия период е традиционен шведски партньор). Дания-Норвегия също оказва подкрепа в качеството на френски съюзник. На свой ред шведите получават ограничена подкрепа от Великобритания (с която Дания-Норвегия традиционно поддържа приятелски отношения). Шведско-финската съпротива е сломена в рамките на година и Руската империя превзема Финландия. Областта, която дотогава е неделима част от Швеция, влиза в състава на Русия като Велико финландско княжество в персонална уния с нея (руският цар е и велик княз на Финландия). След окончателния разгром на Наполеон Бонапарт на Виенския конгрес се препотвърждава руската власт над финландските земи, а Швеция е компенсирана за загубата им с Норвегия, откъсната от Дания като наказание за съюза на Копенхаген с Париж.

### Под руска власт

#### Ранен руски период
Още през 1810 г. цар Александър I издава указ за разпускането на подразделенията на шведската армия, разположени на финландска територия и попълнени с фини, заменяйки ги с руски военни подразделения. Военната повинност е отменена за срок от 50 години, а офицерите и подофицерите от закритите формирования запазват доходите си, които биват изплащани от руската хазна.
Първите военни части, формирани във Финландия вече под руска власт са три двубатальонни егерски полка с по 1200 души в края на 1812 г. Те така и не вземат участие във военни действия, използвани са за носене на гарнизонна служба в прибалтийските владения на империята и през 1830 г. са разформировани.
Преди това на 7 март 1818 г. в Парола е формиран четириротен учебен батальон. На следващата година е прехвърлен от Парола в столицата Хелзинки, преимунав официално на Хелсингфорски учебен батальон (Гельсингфорсский учебный батальон, Хелсингфорс е шведскоезичното име на областта около Хелзинки. На 22 февруари 1826 г. отново е преименуван на Фински учебен стрелкови батальон (Финский учебный стрелковый батальон). Неочаквано през лятото на 1829 г. батальонът получава заповед да се прехвърли в Красное село за маневри заедно с Руската императорска армия. След успешното му участие в тях батальонът преминава инспекция и тържествено е обявено, че с оглед на отличното му представяне ще му бъде оказана височайшата чест да бъде включен в качеството на „млада гвардия“ като батальон на 4-та Бригада на 2-ра Дивизия на Императорската гвардия, преименуван на Лейбгвардейски финландски стрелкови батальон (3-й стрелковый Финский лейб-гвардии батальон, на шведски: 3:е Lifgardets Finska Skarpskytte-Batallion, на финландски: 3. Henkikaartin Suomen Tarkk'ampujapataljoona).
През 1812 г. в Хамина е формирана Кадетска школа, просъществувала до 1903 г. Финландски гренадирски стрелкови батальон (на шведски: Finska Grenadier Skarpskytte Batallion, на фински: Suomen Krenatööritarkk'ampujapataljoona) е формиран през 1846 г. и разформирован през 1860 г. През 1830 г. е формиран Първи финландски морски екипаж (Första Finska Sjö-Equipaget/ 1. Suomen Meriekipaasi) с обща численост от 1000 офицери, подофицери и моряци и корабен състав от няколко малки съда и парните фрегати „Рюрик“ и „Калевала“. Втори финландски морски екипаж (Andra Finska Sjö-Equipaget, 2. Meriekipaasi) е формиран по време на Кримската война. Те са разквартировани във Военноморската казарма (Marinkasernen/ Merikasarmi) в Катаянока. Днес бившото село е квартал на Хелзинки, а в бившата казарма се помещава Финландското министерство на външните работи. Артилеристите от двата екипажа отбиват атаките на съвместно англо-френско военноморско съединение на Сантахамина от крепостта Свеаборг край Хелзинки. След разгрома във войната руският императорски военноморски флот е в упадък и финландските екипажи са силно съкратени, а през 1880-те години окончателно разформировани. Също по време на Кримската война на базата на старата шведска мобилизационна организация са формирани 9 финландски стрелкови батальона, на свой ред разформировани през 1867 г.:
- 1-ви Туркуски стрелкови батальон на Финландското опълчение (Suomen Ruotujakoinen 1. Turun Tarkk'ampujapataljoona)
- 2-ри Ваасански стрелкови батальон на Финландското опълчение (Suomen Ruotujakoinen 2. Vaasan Tarkk'ampujapataljoona)
- 3-ти Оулуски стрелкови батальон на Финландското опълчение (Suomen Ruotujakoinen 3. Oulun Tarkk'ampujapataljoona)
- 4-ти Куопиоски стрелкови батальон на Финландското опълчение (Suomen Ruotujakoinen 4. Kuopion Tarkk'ampujapataljoona)
- 5-и Микелски стрелкови батальон на Финландското опълчение (Suomen Ruotujakoinen 5. Mikkelin Tarkk'ampujapataljoona)
- 6-и Хамеенлинански стрелкови батальон на Финландското опълчение (Suomen Ruotujakoinen 6. Hämeenlinnan Tarkk'ampujapataljoona)
- 7-и Порински стрелкови батальон на Финландското опълчение (Suomen Ruotujakoinen 7. Porin Tarkk'ampujapataljoona)
- 8-и Ууудемааски стрелкови батальон на Финландското опълчение (Suomen Ruotujakoinen 8. Uudenmaan Tarkk'ampujapataljoona)
- 9-и Виипурски стрелкови батальон на Финландското опълчение (Suomen Ruotujakoinen 9. Viipurin Tarkk'ampujapataljoona)

#### Руско-турска война (1877 – 1878)
Когато избухването на война в югоизточната част на континента между Руската и Османската империя става очевидно неизбежно финландският Ландтаг (парламентът на Великото финландско княжество) гласува за формирането на финландски войскови подразделения с разбирането от страна на народните представители, че в духа на либералните реформи на цар Александър II, ако Финландия засвидетелства подкрепата си за имперската политика и верноподанически сподели част от товара на предстоящата война, то това ще благоприятства за увеличаване на автономията и правомощията на финландските власти. Отново са мобилизирани наборниците и са формирани финландски подразделения. Те не вземат участие във войната. Единственото финландско военно подразделение, което участва Трети стрелкови Фински лейбгвардейски батальон, наричан също Финландска гвардия. Батальонът взема активно участие в Битката при Горни Дъбник, където сред ранените е и неговият командир Георг Едвард Рамзай (шведско-фински дворянин от шотландски произход).
Извън Финландската гвардия, финландски офицери участват във войната на различни ръководни постове в други подразделения. Сред тях са генерал-лейтенантите Казимир Ернрот, Севастиян Еттер и Александър Ярнефелт, генерал-майорите Николай Еттер и Оскар Гриппенберг, полковниците Густав Вулерд, Иван Розенбом, Михаил Ебелинг, Елмар Прокопе, Александър Редигер. След края на войната Казимир Ернрот и Александър Редигер са военни министри на Княжество България.
На същия 24 октомври полк. Рамзай е назначен за командир на най-елитния полк на Руската императорска армия – Лейбгвардейския семьоновски полк (Лейб-гвардии Семёновский полк). На 1 януари 1878 г. той е повишен в звание генерал-майор от гвардията. От 12 август 1880 г. Рамзай е назначен за командващ Войските на Великото финландско княжество, включващи:
- Лейбгвардейски 3-ти Финландски стрелкови батальон (Henkivartioväen 3. Suomen Tarkk'ampujapataljoona) (Хелзинки)
- Финландски 1-ви Ууденмаански стрелкови батальон (Suomen 1. Uudenmaan Tarkk'ampujapataljoona) (Хелзинки)
- Финландски 2-ри Туркуски стрелкови батальон (Suomen 2. Turun Tarkk'ampujapataljoona) (Турку)
- Финландски 3-ти Ваасаски стрелкови батальон (Suomen 3. Vaasan Tarkk'ampujapataljoona) (Вааса)
- Финландски 4-ти Оулуски стрелкови батальон (Suomen 4. Oulun Tarkk'ampujapataljoona) (Оулу)
- Финландски 5-и Куопиоски стрелкови батальон (Suomen 5. Kuopion Tarkk'ampujapataljoona) (Куопио)
- Финландски 6-и Микелски стрелкови батальон (Suomen 6. Mikkelin Tarkk'ampujapataljoona) (Микели)
- Финландски 7-и Хамеенлинански стрелкови батальон (Suomen 7. Hämeenlinnan Tarkk'ampujapataljoona) (Хамеенлинна)
- Финландски 8-и Виипурски стрелкови батальон (Suomen 8. Viipurin Tarkk'ampujapataljoona) (Виборг)
- Финландски драгунски полк (Suomen Rakuunarykmentti) (Лапеенранта) (формиран през 1890 г.)
- Финландска кадетска школа (Suomen Kadettikoulu) (Хамина)

Формално финландският лейбгвардейски батальон остава част от Руската императорска гвардия и веднъж годишно се пребазира за маневри с гвардията в Красное село, но гарнизонът му е преместен в Хелзинки и основната част от офицерите му със солиден боен опит от Руско-турската война (1877 – 1878) през 1880 г. са използвани за формирането на строевите финландски стрелкови батальони и офицерският кадър на батальона е силно обезкървен. Всеки стрелкови батальон включва четири резервни роти, разположени в различни гарнизони. Драгунският (кавалерийски) полк включва шест ескадрона.

#### Ликвидиране на финландските въоръжени сили
През 1901 г. цар Николай II издава указ, според който финландските наборници ще служат в подразделения в руската армия, фактически абсорбирайки войската на Великото финландско княжество в императорската армия. Лейбгвардейският батальон и Драгунският полк са запазени, но след по-малко от година Драгунският полк е разформирован и така Лейбгвардейският батальон отново остава единственото финландско войсково подразделение до 14 март 1906 г., когато и той е разформирован.
Либералните реформи на цар Александър II са прекратени със смъртта му от ръцете на есери и възкачването на престола на сина му цар Александър III. Той възприема консервативна реакционна политика, съгласно своите възгледи. Политиката на ограничена автономност на етническите малцинства в рамките на Империята е отменена и това засяга особено силно Великото финландско княжество, радвало се дотогава на по-голяма роля в определянето на своите вътрешни дела от останали региони на страната. Финландският парламент е разпуснат, а на финландското културно възраждане е отговорено с политика на русификация. Това ражда нелегални организации на финландския елит, които си поставят за цел независимостта на страната, като Кагал (Kagaali (1899 – 1905)). Унижението на Руската империя в руско-японската война през 1905 г. налага отхлабване на хватката от страна на младия руски цар Николай II. Местният парламент е възстановен, макар правомощията му да остават все така ограничени. Така за кратко движенията, пропагандиращи за финландска независимост минават на заден план, голяма част са разпуснати. Но Империята изпада в смутни времена на вътрешна нестабилност. Революцията от 1905 г., работническите стачки, антиправителствената агитация на социалдемократи и есери, терористичните им акции, сред които дори убийството на либерално настроения министър-председател реформатор Пьотр Аркадиевич Столипин през 1911 г. убеждават Николай II, че тези политики единствено провокират политическите радикали и политиката на репресии на баща му е била правилна.
Пер Евинд Свихуфвуд, председателят на Финландския парламент до 1912 г. оглавява политическото движение за независима Финландия. В него са обединени множество фракции с различни методи. Някои се стремят да постигнат независимостта на страната чрез договаряне с Петербург, други са войнствено настроени и се ориентират към завоюване на независимостта ччрез въоръжена борба. От техните редици в началото на Първата световна война възниква „Егерското движение“ (Jääkäriliike). Възползвайки се от военния сблъсък между Руската и Германската империя, то набира тайно доброволци, които да получат военна подготовка и опит в германската кайзерова армия и връщайки се във Финландия да оглавят въоръжено въстание против руснаците. Отзовават се над 1100 доброволци, които достигат до Германия през неутралната Швеция и достигайки военния лагер в Локщед в Холщайн са формирани от германците в 27-и Кралски пруски егерски батальон (на немски: Königlich-Preußischen Jäger-Bataillons Nr. 27). Батальонът е използван в прибалтийските области срещу руснаците и в средата на 1916 г. достига численост от 1495 души.

### Независима Финландия

#### Гражданска война
След като Финландия едностранно обявява отделянето си от Руската империя и своята независимост на 6 декември 1917 г. с декларация на Временното правителство, а на 30 декември лидерът на болшевиките Ленин формално я признава. Министър-председателят Пер Евинд Свихуфвуд отправя официално до германското правителство молба на 19 януари 1918 г. финландският батальон да бъде прехвърлен на финлнадска територия според първоначалния замисъл на създаването му. Това съвпада и с плановете на германския Генерален щаб и след като подразделението е снабдено с допълнително въоръжение и оборудване на 10 февруари е инспектирано в Лиепая, при което 403 фини са произведени в офицери, а 720 – в подофицери от новосформираната финландска армия. На 13 февруари в Лиепая съставът на батальона сваля германските си униформи, полага тържествено клетва пред финландското знаме и в цивилни дрехи се отправя към Финландия.
Група от 80 егери е прехвърлена предварително във Вааса, където отговаря за разтоварването на имуществото на батальона. На 26 февруари финландските егери в пълен състав провеждат във Вааса военен парад пред генерал-лейтенант Карл Густаф Манерхайм. За трите години на съществуване на курса за подготовка на финландски егери в лагера в Локщед са обучени 1897 души. Всичко това става в началото на Финландската гражданска война между привържениците на Временното правителство (Бялата гвардия) и финландските комунисти (Червената гвардия, докато финландските социалдемократи подкрепят временната власт и дори лидерът им Оскари Токои става председател на Сената, по-радикалните привърженици на болшевиките се обявяват срещу нея), избухнала след неуспешния опит на червените да свалят временната власт на 27 януари 1918 г. Буржоазните политически сили организират доброволци за отпор на червените и егерите стават ядрото на лоялните на правителството сили. Разположените на финландска територия руски войскови части (в които служат и фини, но не са отделни подразделения на национален принцип) формират войнишки съвети по примера на случващото се в самата Русия. Но мнозинството от личния състав на тези части, което не е финландско е заинтересовано да се прибере по-бързо по родните си места, което възпрепятства използването на тези подразделения като ядро на червената финландска войска.

## Ръководство

### Генералски длъжности
НАЧАЛНИК НА ОТБРАНАТА – генерал/ адмирал
КОМАНДВАНЕ НА ОТБРАНАТА (генерален щаб)
- Началник на командването на отбраната – генерал-лейтенант/ вицеадмирал
- Заместник началник-щаб по персонала – генерал-майор
- Заместник началник-щаб по логистиката и въоръженията – генерал-лейтенант/ вицеадмирал
- Заместник началник-щаб по операциите – генерал-майор/ контраадмирал
- Заместник началник-щаб по стратегиите – генерал-лейтенант/ вицеадмирал
- Генерал-адютант – бригаден генерал
- Началник на отдел „Управление на текущи операции“ – бригаден генерал
- Началник на отдел „Логистика“ – бригаден генерал
- Началник на „Разузнавателен отдел“ – генерал-майор
- Главен лекар – бригаден генерал
- Началник на „Учебен отдел“ – бригаден генерал
- Началник на отдел „Комуникации C5“ – бригаден генерал
- Началник на отдел „Планиране“ – бригаден генерал
- Офицер за специални поръчения към командването на отбраната – бригаден генерал

СУХОПЪТНИ ВОЙСКИ
- Командващ СВ – генерал-лейтенант
- Началник-щаб на СВ – генерал-майор
- Началник на отдел „Операции“ в главния щаб на армията – бригаден генерал
- Командир на бригада „Карелия“ – бригаден генерал
- Командир на бригада „Кайнуу“ – бригаден генерал

ВОЕННОМОРСКИ СИЛИ
- Командващ ВМС – контраадмирал
- Началник-щаб на ВМС – комодор

ВОЕННОВЪЗДУШНИ СИЛИ
- Командващ ВВС – генерал-майор
- Началник-щаб на ВВС – бригаден генерал

НАЦИОНАЛЕН УНИВЕРСИТЕТ ПО ОТБРАНАТА
- Ректор на НУО – генерал-майор

ЛОГИСТИЧНО КОМАНДВАНЕ НА ОТБРАНАТА
- Началник на логистичното командване – генерал-майор/ контраадмирал
- Заместник-началник на логистичното командване – бригаден генерал/ комодор

МЕЖДУНАРОДНИ ЗАДАЧИ
- Генерален директор на военния щаб на Европейския съюз – генерал-лейтенант
- Военен представител към Европейския съюз и НАТО – генерал-майор/ контраадмирал

### Командване на отбраната
Командването на отбраната (Pääesikunta) е генералният щаб, осигуряващ бойната готовност на сухопътните, военновъздушните, военноморските и специалните подразделения. Начело е началник-щабът на финландските въоръжени сили (генерал-лейтенант/ вицеадмирал), който е подчинен на началника на отбраната. Видовете въоръжени сили и военната академия не са подчинени на командването на отбраната, а директно на началника на отбраната, единственият офицер във въоръжените сили със звание с четири звезди (генерал/ адмирал).
Командването е съставено от отдели (osasto), групирани под командването на заместник началник-щабове.
- Началник-щаб (Executive office)
  - Кабинет на началник-щаба (Kanslia/PE)
  - Директорат за комуникации (връзки с медиите) (Viestintäosasto (Viestintä-os))
  - Правен директорат (Oikeudellinen osasto (Oik-os))
  - Директорат вътрешен инспекторат (Tarkastusyksikkö (Tarkyks))
  - Директорат за криминални разследвания (Tutkintaosasto (Tutk-os))
  - Директорат технически инспекторат (Teknillinen tarkastusosasto (Tekn tark-os))
- Заместник началник-щаб по операциите (Puolustusvoimien operaatiopäällikön) (генерал-майор/ контраадмирал)
  - Разузнавателен отдел (J2) (Tiedusteluosasto (Tied-os)) (началник на разузнаването (tiedustelupäällikkö), генерал-майор/ контраадмирал)
  - Оперативен отдел (J3) (Operatiivinen osasto (Oper-os)) (началник по готовността (valmiuspäällikkö), бригаден генерал/ комодор)
  - Отдел комуникации C5 (J8) (Johtamisjärjestelmäosasto (Jjärj-os) (началник по управлението на силите (johtamisjärjestelmäpäällikkö), бригаден генерал/ комодор)
- Заместник началник-щаб по стратегиите
  - Отдел за планове и политики (J5)
- Заместник началник-щаб по логистиката и въоръженията (Puolustusvoimien sotatalouspäällikön, генерал-лейтенант/ вицеадмирал)
  - Логистичен отдел (J4) (Logistiikkaosasto (Log-os)) (началник по логистиката (logistiikkapäällikkö), бригаден генерал/ комодор)
  - Материален отдел (Materiaaliosasto (Mat-os)) (началник по материалното осигуряване (sotavarustepäällikkö), бригаден генерал/ комодор)
  - Материално командване на отбраната (Puolustusvoimien logistiikkalaitos) (генерал-майор/ контраадмирал))
- Заместник началник-щаб по персонала (Puolustusvoimien henkilöstöpäällikön, генерал-лейтенант/ вицеадмирал))
  - Правен отдел
  - Финансов отдел (Talousosasto (Tal-os))
  - Учебен отдел (J7) (Koulutusosasto (Koul-os)) (началник по обучението (koulutuspäällikkö), бригаден генерал/ комодор)
  - Персонален отдел (J1) (Henkilöstöosasto (Henk-os)) (началник по персонала (komentopäällikkö), бригаден генерал/ комодор)

На пряко подчинение на командването на отбраната са:
	Централна агенция за управление на отбраната (свързочна) (Puolustusvoimien johtamisjärjestelmäkeskus (PVJJK))
	Логистична агенция на отбраната (Puolustusvoimien logistiikkalaitos (PVLOGL))
	Център за обслужване на персонал на отбраната (Puolustusvoimien palvelukeskus (PVPALVK))
	Научноизследователска агенция на отбраната (Puolustusvoimien tutkimuslaitos (PVTUTKL))
	Военномедицински център (Sotilaslääketieteen keskus (SOTLK))
	Разузнавателна агенция на отбраната (Puolustusvoimien tiedustelulaitos (PVTIEDL))
	Център за техническа документация (Nimikkeistökeskus)
Командването е разположено в казармата на Гвардейския егерски полк в Хелзинки и наборниците, които служат в командването, формално са причислени към полка.

## Сухопътни войски
Финландската армия или буквално Наземните сили (фински: Maavoimat, шведски: Armén) са наземният компонент на Финландските сили за отбрана. Съставени са от шест рода войски: пехота (в която влизат и бронетанковите подразделения), полева артилерия, зенитна артилерия, инженерни войски, свързочни войски и войски на тила. Основните съединения всключват осем бригади и полкове. Наземните сили са оглавявани от висш офицер със звание генерал-лейтенант.
Наземните сили са организирани на териториален принцип, като от осемте съединения шест имат под свое командване териториални офиси, които в мирно време действат като наборни представителства и звена за свръзка с гражданските власти за оказване на помощ на населението при бедствия, аварии и извънредни ситуации, а във военно време се развръщат в подразделения за териториална отбрана. Армейската академия и Утинският егерски полк (включващ специалните подразделения и вертолетния батальон) нямат такива функции. Традиционно финландските въоръжени сили са организирани в три географски области, съответно покриващи Северна (Лапландия), Югоизточна (Карелия) и Югозападна (Сатакунта) Финландия. Армейските подразделения се осигуряват тилово от три логистични полка, които формално не са част от Армията, а от Логистичното командване на отбраната. С последната вълна от кардинални реформи в сектора н аотбраната с цел икономии множество подразделения са обединени и сухопътните войски придобиват сегашния си вид:

### Структура
КОМАНДВАЩ СУХОПЪТНИТЕ ВОЙСКИ (генерал-лейтенант)
АРМЕЙСКО КОМАНДВАНЕ (Maavoimien esikunta (MAAVE)) (Микели) (Началник-щаб – генерал-майор)
- Бронирана бригада (Panssariprikaati) с основни войскови райони в Соданкила и Парола и Рийхимааки
  - войскови подразделения:
    - Командване (Esikunta (E/PSPR))
    - Хаменски брониран батальон (Hämeen Panssaripataljoona (HÄMPSP))
    - Егерски артилерийски полк (Jääkäritykistörykmentti (JTR))
    - Хелзинкски противовъздушен полк (Helsingin Ilmatorjuntarykmentti (HELITR))
    - Център за радиоелектронна война (Elektronisen sodankäynnin keskus (ELSOK))
    - Паролски тилови батальон (Parolan Huoltopataljoona (PARHP))
    - Тилови център (Huoltokeskus (Hkesk/PSPR))

  - регионални офиси:
    - Регионален офис Хаме (Hämeen aluetoimisto)
    - Регионален офис Централна Финландия (Keski-Suomen aluetoimisto)
    - Регионален офис Пирканмаа (Pirkanmaan aluetoimisto)
- Гвардейски егерски полк (Kaartin jääkärirykmentti) е гарнизонното подразделение на столицата Хелзинки
  - войскови подразделения:
    - Командване (Esikunta (E/KAARTJR))
    - Гвардейски батальон (Kaartin pataljoona (KAARTP))
    - Уудемаански егерски батальон (Uudenmaan jääkäripataljoona (UUDJP)) (Уудемаа е географският район на Хелзинки)
    - Рота военно разузнаване (Tiedustelukomppania)
    - Учебен център (Valmennuskeskus)
    - Тилови център (Huoltokeskus (HKESK)

  - регионални офиси:
    - Регионален офис Уусимаа (Uudenmaan aluetoimisto)
- Егерска бригада (Jääkäriprikaati) с основни войскови райони в Соданкила и Рованиеми
  - войскови подразделения:
    - Командване (Esikunta (E/JPr))
    - Лапландски егерски батальон (Lapin Jääkäripataljoona (LapJP))
    - Рованиемски противовъздушен дивизион (Rovaniemen Ilmatorjuntapatteristo (RovItPsto))
    - Лапландски военен оркестър (Lapin sotilassoittokunta (LAPSK))
    - 1-ви Тилови център Соданкила (1. Huoltokeskus Sodankylä (HKESK1)
    - 2-ри Тилови център Сомеронхарюла (2. Huoltokeskus Someronharjulla (HKESK2)

  - регионални офиси:
    - Регионален офис Лапландия (Lapin aluetoimisto)
- Кайнууска бригада (Kainuun prikaati) с основен войскови район в Каяани
  - войскови подразделения:
    - Командване (Esikunta (E/JPr))
    - Кайнууски егерски батальон (Kainuun jääkäripataljoona (KAIJP))
    - Кайнууски артилерийски полк (Kainuun tykistörykmentti (KAITR))
    - Северен инженерен батальон (Pohjan pioneeripataljoona (POHPIONP))
    - Северофинландски свързочен батальон (Pohjois-Suomen viestipataljoona (PSVP))
    - Куопиоски тилови батальон (Kuopion Huoltopataljoona (KUOHP))

  - регионални офиси:
    - Регионален офис Северна Карелия (Pohjois-Karjalan aluetoimisto)
    - Регионален офис Северна Остроботния и Каинуу (Pohjois-Pohjanmaan ja Kainuun aluetoimisto)
    - Регионален офис Северно Саво (Pohjois-Savon aluetoimisto)
- Карелска бригада (Karjalan prikaati) с основен войскови район във Валкеала
  - войскови подразделения:
    - Командване (Esikunta (E/KPr))
    - Кимски егерски батальон (Kymen jääkäripataljoona (KYMJP))
    - Карелски артилерийски полк (Karjalan tykistörykmentti (KARTR))
    - Салпауселски противовъздушен дивизион (Salpausselän ilmatorjuntapatteristo (SALPITPSTO))
    - Кимски инженерен батальон (Kymen pioneeripataljoona (KYMPIONP))
    - Източнофинландски свързочен батальон (Itä-Suomen viestipataljoona (I-SVP))
    - Карелски тилови батальон (Karjalan huoltopataljoona (KARHP))

  - регионални офиси:
    - Регионален офис Южно Саво (Etelä-Savon aluetoimisto)
    - Регионален офис Югоизточна Финландия (Kaakkois-Suomen aluetoimisto)
- Поринска бригада (Porin prikaati) с основни войскови райони в Сакила и Нийнисало
  - войскови подразделения:
    - Командване (Esikunta (E/PORPR))
    - Сатакунски егерски батальон (SatJP) (Satakunnan Jääkäripataljoona (SatJP))
    - Похянмааски егерски батальон (PohmJP) (Pohjanmaan Jääkäripataljoona (PohmJP))
    - Сатакунски инженерен и свързочен батальон (Satakunnan pioneeri – ja viestipataljoona (SatPionVP))
    - Сатакунски артилерийски полк (Satakunnan Tykistörykmentti (SatTR))
    - Югозападнофинландски тилови батальон (Varsinais-Suomen Huoltopataljoona (V-SHP))
    - Център за управление на кризи (Kriisinhallintakeskus (KriHaK))
    - Център за поддръжка (Huoltokeskus (HKesk))

  - регионални офиси:
    - Регионален офис Югозападна Финландия (Lounais-Suomen aluetoimisto)
    - Регионален офис Похянмаа (Остроботния) (Pohjanmaan aluetoimisto)
- Утински егерски полк (Utin jääkärirykmentti) разположен в Ути
  - войскови подразделения:
    - Командване (Esikunta)
    - Специален егерски батальон (Erikoisjääkäripataljoonasta (ERIKJP)) (сили за специални операции)
    - Вертолетен батальон (Helikopteripataljoonasta (HEKOP))
    - Рота за поддръжка (Tukikomppaniasta (TUKIK))
    - Тилови център (Huoltokeskus (HKESK))
- Армейско висше училище(Maasotakoulu (MAASK)) разположено в Лапеенранта и Хамина
  - войскови подразделения:
    - Командване (Esikunta (E/MAASK))
    - Школа за офицери от резерва (Reserviupseerikoulu) (Хамина)
    - Армейски учебен център (Koulutuskeskus) (Лапеенранта)
    - Армейски развойно-изпитателен център (Maavoimien tutkimuskeskus) (Хамина)

Логистично командване на отбраната (Puolustusvoimien logistiikkalaitos) (не е част от сухопътните войски)
- 1-ви Логистичен полк (1. Logistiikkarykmentti) (Тампере)
- 2-ри Логистичен полк (2. Logistiikkarykmentti) (Турку)
- 3-ти Логистичен полк (3. Logistiikkarykmentti) (Тикакоски)

## Военновъздушни сили
Финландските военновъздушни сили (фински: Ilmavoimat, шведски: Flygvapnet) са един от трите вида въоръжени сили. Те са едни от малкото ВВС в света, които са изцяло съставени от самолети (вертолетите са прехвърлени от ВВС в Армията във Вертолетен батальон). Зенитно-ракетните войски също са в състава на Армията и така основните задачи за ВВС остават операциите с изтребителна авиация за осигуряване на ПВО на страната и радиолокационно наблюдение на въздушното пространство. След Зимната война между Съветския съюз и Финландия мирният договор между двете страни налага сериозни ограничения на финландската бойна авиация. С края на Студената война финландското правителство излиза с официално становище, че предвид променените геополитически условия на континента Хелзинки счита договора за недействителен и така за новите многоцелеви изтребители F/A-18C/D са закупени управляемо въоръжение „въздух-земя“ и контейнери за разузнаване, подсвет и радиоелектронна война. От обявяването на своята независимост Финландия се придържа към политика на въоръжен неутралитет, която не предотвратява въоръжен сблъсък със Съветския съюз и значителни териториални загуби (включително излаза на Северния ледовит океан и мините в Петсамо).
След загубата в Зимната война Финландия сключва Парижкия мирен договор, а след него и договор за добросъседство с СССР. На страната се налагат сериозни ограничения на военния потенциал. По отношение на ВВС това предвижда забраната на бомбардировачи с вътрешен бомбов отсек (по това време това за считани за модерните и тежковъоръжени бомбардировачи, но този тип самолети бързо става морално остарял в края на 40-те години), на управляемо ракетно и бомбово въоръжение и на брой на изтребителите, надвишаващ 60 самолета (в бройката не влизат учебно-бойните). Според водената от Хелзинки политика Финландия се задължава да отбранява своето въздушно пространство, територия и Финския залив пред потенциалното им използване от НАТО за нанасяне на удари срещу съветска територия. В действителност финландските политици се стремят да поддържат равна дистанция от двата противостоящи военно-политически лагера. Кралство Швеция е в подобна военно-стратегическа обстановка и така между двете държави (дори до 1809 г. финландските земи са неделима част от Кралство Швеция) се затвърждава тясно военно-политическо сътрудничество. Финландия закупува за своите военновъздушни сили както съветски изтребители МиГ-21, така и шведски изтребители SAAB Draken и според документи, разсекретени през 2000-те години по силата на секретна военна конвенция Швеция консервира изведени от въоръжение самолети Draken, които в случай на военна агресия от страна на СССР срещу Финландия да бъдат предоставени на Хелзинки.
Така военноорганизационните планове, които финландските ВВС следват, предвиждат обособяването на три военновъздушни сектора. Парижкият мирен договор налага ограничение от 60 изтребителя на финландските ВВС (двуместните учебно-бойни машини не влизат в тази бройка) и пълна забрана за управляемо въоръжение (впоследствие западните държави и Москва дават неофициално съгласие Финландия да въоръжи своите изтребители с ракети за близък въздушен бой AIM-9 и Р-13С, Р-60) и следвайки го военновъздушните сили формират по една изтребителна авиоескадра във всяко военновъздушно командване с по две изтребителни авиоескадрили от по 10 машини. Като опит за известна компенсация на ограниченията Финландия закупува сравнително големи количества реактивни учебно-тренировъчни самолети, които в случай на война да използва като леки щурмовици в артилерийско и неуправляемо бомбово въоръжение. При ограничение от 60 изтребителя страната закупува 80 самолета Fouga-Magister, заменени впоследствие от 60 самолета Hawk. Същевременно авиобазите на всяко едно от трите командвания са конструирани с резервен капацитет за оперативно управление и логистика в случай на война за подсилване на съответния фронт всяко едно от трите командвания да е в състояние да оперира с целия изтребителен авиопарк на страната. С последната вълна от реформи в сектора на отбраната на страната изтребителната авиоескадра на Сатакунанското военновъздушно командване в авиобаза Тампере – Пирккала е разформирована (а изтребителите ѝ са разпределени между двете останали авиоексадри, също така Висшето военновъздушно училище и учебната авиоескадра са обединени), но засиленото напрежение в Европа в периода 2014 – 2016 г. предизвиква гласове за преразглеждане на тези мерки.

### Структура
КОМАНДВАЩ ВОЕННОВЪЗДУШНИТЕ СИЛИ (генерал-майор)
ВОЕННОВЪЗДУШНО КОМАНДВАНЕ (Ilmavoimien esikunta (ILMAVE)) (авиобаза Тикакоски) (Началник-щаб – бригаден генерал)
- Карелска военновъздушна ескадра (Karjalan lennosto (KARLSTO)) (авиобаза Куопио – Рисала, край Сиилинярви)
  - Командване (Esikunta (E/KARLSTO))
  - 7-и Секторен оперативен център (7. Pääjohtokeskus (7. PääJoke))
  - 31-ва Изтребителна авиоескадрила (Hävittäjälentolaivue 31, HävLLv 11)
    - Командно авиозвено (Esikuntalentue (ELtue))
    - 1-во Изтребително авиозвено (1. Lentue) (самолети F/A-18C/D Hornet)
    - 2-ро Изтребително авиозвено (2. Lentue) (самолети F/A-18C/D Hornet)
    - Свързочно авиозвено (Yhteyslentue (YhtLtue)) (самолети Pilatus PC-12NG, Valmet L-70 Vinka)

  - Авиотехническа ескадрила (Lentotekniikkalaivue)
  - Охранителна рота (Suojauskomppania)
  - Авиоремонтна работилница (Lentokonekorjaamo (LekoKmo))
  - Рота за базова поддръжка (Tukikohtakomppania (TkkK))
  - Център за радиотехническо оборудване (Viestitekniikkakeskus (VTK))
  - Тилови център (Huoltokeskus (HKESK))
- Лапландска военновъздушна ескадра (Lapin lennosto (LAPLSTO)) (авиобаза Рованиеми)
  - Командване (Esikunta (E/LAPLSTO))
  - 5-и Секторен оперативен център (5. Pääjohtokeskus (5. PääJoke))
  - 11-а Изтребителна авиоескадрила (Hävittäjälentolaivue 11, HävLLv 11)
    - Командно авиозвено (Esikuntalentue (ELtue))
    - 1-во Изтребително авиозвено (1. Lentue) (самолети F/A-18C/D Hornet)
    - 2-ро Изтребително авиозвено (2. Lentue) (самолети F/A-18C/D Hornet)
    - Свързочно авиозвено (Yhteyslentue (YhtLtue)) (самолети Pilatus PC-12NG, Valmet L-70 Vinka)

  - Авиотехническа ескадрила (Lentotekniikkalaivue)
  - Охранително подразделение (Suojausyksikkö)
  - Авиоремонтна работилница (Lentokonekorjaamo (LekoKmo))
  - Рота за базова поддръжка (Tukikohtakomppania (TkkK))
  - Център за радиотехническо оборудване (Viestitekniikkakeskus (VTK))
  - Тилови център (Huoltokeskus (HKESK))
- Сатакунанска (югозападна) военновъздушна ескадра (Satakunnan lennosto (SATLSTO)) (авиобаза Тампере – Пиркала)
  - Командване (Esikunta (E/SATLSTO))
  - 3-ти Секторен оперативен център (3. Pääjohtokeskus (3. PääJoke))
  - (21-ва Изтребителна авиоескадрила (Hävittäjälentolaivue 21, HävLLv 21) е разформирована, изтребителите ѝ са разпределени между двете други авиофлотилии.)
  - Спомагателна авиоескадрила (Tukilentolaivue, TukiLLv) (авиоизпитателният център е включен в нея)
    - Командно авиозвено (Esikuntalentue (ELtue))
    - 1-во Свързочно авиозвено (1. Yhteyslentue (YhtLtue)) (CC, PI, VN) (самолети EADS CASA C-295M, Pilatus PC-12 NG, Valmet L-70 Vinka)
    - 2-ро Разузнавателно авиозвено (2. Lentue – tiedustelulentue) (LJ) (самолети Learjet 35A/S)
    - 3-то Радиотехническо разузнавателно авиозвено (3. Lentue – signaalitiedustelulentue) (специализиран самолет EADS CASA C-295M)
    - 4-то Въздушно-изпитателно авиозвено (4. Lentue – koelento – ja tutkimustoiminta) (самолети F/A-18C/D Hornet, Hawk Mk.51/ 51A/ 66)

  - Авиотехническа ескадрила (Lentotekniikkalaivue)
  - Охранително подразделение (Suojausyksikkö)
  - Авиотехническа ескадрила (Lentotekniikkalaivue)
  - Авиоремонтна работилница (Lentokonekorjaamo (LekoKmo))
  - Рота за базова поддръжка (Tukikohtakomppania (TkkK))
  - Център за радиотехническо оборудване (Viestitekniikkakeskus (VTK))
  - Тилови център (Huoltokeskus (HKESK))
- Висше военновъздушно училище (Ilmasotakoulu (ILMASK)) (авиобаза Тикакоски)
  - Командване (Esikunta (E/ILMASK))
  - Учебен център (Koulutuskeskus (KOULK)) (за офицери)
  - Учебен батальон (Koulutuspataljoona (KOULP)) (за специалисти и сержанти)
  - 41-ва Изтребителна авиоескадрила (Hävittäjälentolaivue 41 (HävLLv 41))
    - Командно авиозвено (Esikuntalentue (ELtue))
    - 1-во Изтребително авиозвено (1. Lentue) (самолети Hawk Mk.51/ 51A/ 66)
    - 2-ро Изтребително авиозвено (2. Lentue) (самолети Hawk Mk.51/ 51A/ 66)
    - Свързочно авиозвено (Yhteyslentue (YhtLtue)) (самолети Pilatus PC-12NG, Valmet L-70 Vinka)

  - Авиотехническа ескадрила (Lentotekniikkalaivue (LENTOTEKNLV))
  - Военновъздушен оркестър (Ilmavoimien soittokunta (ILMAVSK))
  - Охранително подразделение (Suojausyksikkö)
  - Авиоремонтна работилница (Lentokonekorjaamo (LekoKmo))
  - Рота за базова поддръжка (Tukikohtakomppania (TkkK))
  - Център за радиотехническо оборудване (Viestitekniikkakeskus (VTK))
  - Тилови център (Huoltokeskus (HKESK))

От 1 януари 2014 г. съгласно последната вълна от реформи в сектора на отбраната на Финландия Материалното командване на ВВС и Централното депо на ВВС са изведени от състава на военновъздушните сили и включени в новосформираното Логистично командване на отбраната.

## Военноморски сили
Финландските военноморски сили (фински: Merivoimat, шведски: Marinen) са един от трите вида въоръжени сили. След серията от конфликти между Съветския съюз и Финландия по време на Втората световна война, мирният договор между двете страни налага сериозни ограничения на военния потенциал на Финландия. По отношение на ВМС това включва ограничаване на общото водоизместване на флота до 10 000 тона и на личния състав до 4500 души. По отношение на въоръжението на Финландия е забранено въоръжаването с подводници, торпеда, ракети и мини. Поради особеното положение на страната в Студената война като неутрална държава в приятелски отношения със Съветския съюз и ангажимента ѝ да подпомага охраната на Финския залив и прилежащия Ленинградски фарватер в подкрепа на Балтийския флот на ВМФ на Съветския съюз, тези ограничения са смекчени в началото на 1960-те години (забраната за подводници остава). С края на Студената война финландското правителство излиза с официално становище, че предвид променените геополитически условия на континента (основно разпада на Съветския съюз) Хелзинки счита договора за недействителен, но страната взема решение да не придобие подводници.
Тъй като страната не разполага с военноморска авиация и подводен флот, Военноморските сили на Финландия са организирани в два основни рода войски – флот и брегови егери. Вторият род войски представлява сили за брегова отбрана и е подготвен както за нанасяне на ракетни удари по надводни цели, така и за отразяване на вражески военноморски десанти. Макар официално страната да декларира приятелски отношения със Съветския съюз, той негласно е считан за основен потенциален противник в евентуален въоръжен конфликт, а Кралство Швеция – за основен военнополитически съюзник (също неофициално). Така в северозападната част на финското крайбрежие няма военноморски подразделения, а ВМС са концентрирани в южната част на страната. По време на Студената война са обособени две военноморски командвания – Военноморско командване на Финския залив (Suomenlahden meripuolustusalue (SLMEPA)) и Военноморско командване на Финския архипелаг (Saaristomeren meripuolustusalue (SMMEPA)), всяко с дивизион ракетни катери, дивизион миночистачи, един – два полка/ батальона брегови егери, военен оркестър и тилови подразделения. През 2014 г. в течение на последната вълна от реформи в отбраната те са обединени в Брегова флотилия и Брегова бригада.

### Структура
КОМАНДВАЩ ВОЕННОМОРСКИТЕ СИЛИ (контраадмирал)
ВОЕННОМОРСКО КОМАНДВАНЕ (Merivoimien esikunta (MERIVE)) (Казарма Хейкилан, Турку) (Началник-щаб – комодор)
- Брегова флотилия (Rannikkolaivasto (RLAIV)) (ВМБ Турку)
  - Командване (Esikunta (E/RLAIV))
    - Флагман на флотилията – минен заградител клас Хамеенмаа (02 Hämeenmaa)

  - 4-та Миночистачна ескадра (4. miinantorjuntalaivue (Пансио))
    - Командване (Laivueen esikunta (4МITOLVE))
    - 3 италиански миночистача клас Катанпаа (40 Katanpää, 41 Purunpää, 42 Vahterpää)

  - 6-а Надводна бойна ескадра (6. pintatorjuntalaivue) (Пансио)
    - Командване (Laivueen esikunta (6PITOLVE))
    - 2-ри Надводен ракетен дивизион (2. Ohjusviirikkö) – 2 ракетни катера клас Раума (70 Rauma, 71 Raahe)
    - 4-ти Надводен ракетен дивизион (4. Ohjusviirikkö) – 2 ракетни катера клас Раума (72 Porvoo, 73 Naantali)
    - 2-ри Надводен минен дивизион (2. Miinaviirikkö) – минен заградител клас Хамеенмаа (05 Uusimaa), спомагателен минен заградител клас Пансио (876 Pansio)

  - 7-а Надводна бойна ескадра (7. pintatorjuntalaivue) (Упиниеми)
    - Командване (Laivueen esikunta (7PITOLVE))
    - 1-ви Надводен ракетен дивизион (1. Ohjusviirikkö) – 2 ракетни катера клас Хамина (80 Hamina, 81 Tornio)
    - 3-ти Надводен ракетен дивизион (3. Ohjusviirikkö) – 2 ракетни катера клас Хамина (82 Hanko, 83 Pori)
    - 1-ви Надводен минен дивизион (1. Miinaviirikkö) – 2 спомагателни минни заградителя клас Пансио (777 Porkkala, 875 Pyhäranta)

  - 8-а Спомагателна ескадра (8. huoltolaivue) (основно в Пансио)
    - Командване (Laivueen esikunta (8HUOLVE))
    - Рота на военноморска база (Tukikohtakomppania) (Пансио)
    - 1-во Транспортно подразделение (1. Kuljetusviirikkö) (Упиниеми)
    - 2-ро Транспортно подразделение (2. Kuljetusviirikkö) (Пансио)

  - Флотилията е базирана във ВМБ Турку, Упиниеми и Кирконуми (Turun Pansio, Upinniemessä Pansio, Kirkkonummella Pansio)
- Брегова бригада (Rannikkoprikaati) (Упиниеми, Кирконуми) (войски за брегова отбрана)
  - Командване (Esikunta (E/RPR))
  - Военноморски разузнавателен батальон (Meritiedustelupataljoona)
    - Командване (Pataljoonin esikunta)
    - Отряд за специални операции (Erikoistoimintaosasto (ETO))
    - Военноморска разузнавателна рота (Meritiedustelukomppania (MERITIEDK))
    - Водолазна школа (Sukeltajakoulu (SUKK))

  - Суоменлинански брегови полк (Suomenlinnan rannikkorykmentti) (Хелзинки)
    - Командване (Rykmentit esikunta)
    - 1-ва Командна/ тилова рота (1. komppania/AUK)
    - 2-ра, 3-та, 4-та Брегови роти (2.–4. rannikkokomppania)
    - Противокорабна ракетна батарея (Ohjuspatteri)

  - Поркалански брегови батальон (Porkkalan rannikkopataljoona) (Упиниеми)
    - Командване (Pataljoonin esikunta)
    - Тилова рота (huoltokomppania)
    - Транспортна рота (kuljetuskomppania)
    - Рота военна полиция (sotilaspoliisikomppania)
    - Материален център (materiaalikeskus)
- Уудемаанска бригада (Uudenmaan prikaati (UUDPR)) (Раасепори (Дрегшвик)) (морска пехота)
  - Командване (Esikunta (E/UUDPR))
  - Ваасански брегови батальон (Vaasan rannikkojääkäripataljoona (VaaRannJP))
    - Командна рота (Esikuntakomppania)
    - 1-ва Брегова егерска рота (1. Rannikkojääkärikomppania)
    - 2-ра Брегова егерска рота (2. Rannikkojääkärikomppania) (заедно с шведската морска пехота формира Amphibious Task Unit – шведско-финско подразделение за мироопазващи операции)
    - Сержантска школа (Aliupseerikoulu)

  - Тамисааренски брегови батальон (Tammisaaren rannikkopataljoona (TammRannP))
    - Командна рота (Esikuntakomppania)
    - Минометна рота (Kranaatinheitinkomppania)
    - Сапьорна рота (Pioneerikomppania)

  - Тилови център (Huoltokeskus (Hkesk/UUDPR))
- Висше военноморско училище (Merisotakoulu) (Крепост Суоменлина, Хелзинки)

## Погранична стража
Пограничната стража (на финландски: Rajavartiolaitos) е полицейска служба за охрана на границата, подчинена на финландското Министерство на вътрешните работи. Макар службата по същество да не е жандармерия, тоест няма отношение към осигуряването на вътрешния ред в страната, тя е военизирана, персоналът ѝ е подчинен на военната дисциплина и е с военни звания. Въпреки малкия личен състав от по-малко от 4000 души, службата е оглавявана от генерал-лейтенант (или вицеадмирал от бреговата охрана) със заместник генерал-майор (или контраадмирал от бреговата охрана).
Преди всичко службата осъществява пограничния и паспортен контрол на граничните контролно-пропускателни пунктове (ГКПП) на Финландия. Наред с това патрулира пограничната полоса на страната и териториалните води на Финландия. Отличното познаване на пограничния район налага във военно време при мобилизация на службата до военновременната ѝ численост от около 12 500 души при външна агресия тя да поеме първоначално действия по забавяне на вражеските подразделения чрез партизански бойни действия и унищожаване на транспортна инфраструктура като мостове, пътища и кръстовища. За това в мирно време службата подготвя около 500 наборници за партизански бойни действия в случай на военен конфликт и тези наборници не се използват в полицейската работа по охрана на границата и контрол на трансграничния поток от хора и стоки. В случай на война всеки един от четирите погранични окръга мобилизира батальон погранични партизани, наричани погранични егери (rajajääkäri) и специални погранични егери (erikoisrajajääkäri). Неофициално те са известни като „Rajasissi“. Думата произлиза от raja – граница и sissi което е станало нарицателно за партизански подразделения и чиито превод в действтелност означава „дръзки“, „смели“. Уусиманската брегова егерска бригада на ВМС подготвя наборниците за войските sissi на двата окръга брегова охрана. В случай на война бреговата охрана влиза в състава на ВМС и ги подпомага в патрулирането, включително и в противолодъчната отбрана. В мирно време освен погранична охрана, службата осъществява и търсене и спасяване на хора в беда в пограничната полоса и по море, а авиацията на службата подпомага властите и с авиомедицинска евакуация и борба с горски пожари.

### Структура
Щаб на Пограничната стража (Rajavartiolaitoksen esikunta)
- Пограничен окръг Югоизточна Финландия (Kaakkois-Suomen rajavartiosto)
- Пограничен окръг Северна Карелия (Pohjois-Karjalan rajavartiosto)
- Пограничен окръг Кайнуу (Kainuun rajavartiosto)
- Пограничен окръг Лапландия (Lapin rajavartiosto)
- Окръг за брегова охрана Фински залив (Suomenlahden merivartiosto)
- Окръг за брегова охрана Югозападна Финландия (Länsi-Suomen merivartiosto)
- Ескадрила за въздушно патрулиране на Пограничната стража (Vartiolentolaivue)
- Висше училище за погранична и брегова охрана (Raja – ja merivartiokoulu)